# Aeroportul Paro
Aeroportul Paro (IATA: PBH, ICAO: VQPR) este un aeroport din Paro, Bhutan ce deservește zona Thimphu. 
Situat la o altitudine de 2.235 m, aeroportul dispune de 1 pistă.

## Infrastructură

### Piste
Aeroportul dispune de o singură pistă. Pista 15/33 are suprafața de asfalt și dimensiunile 2.265 m × 30 m. 